# Transportweg

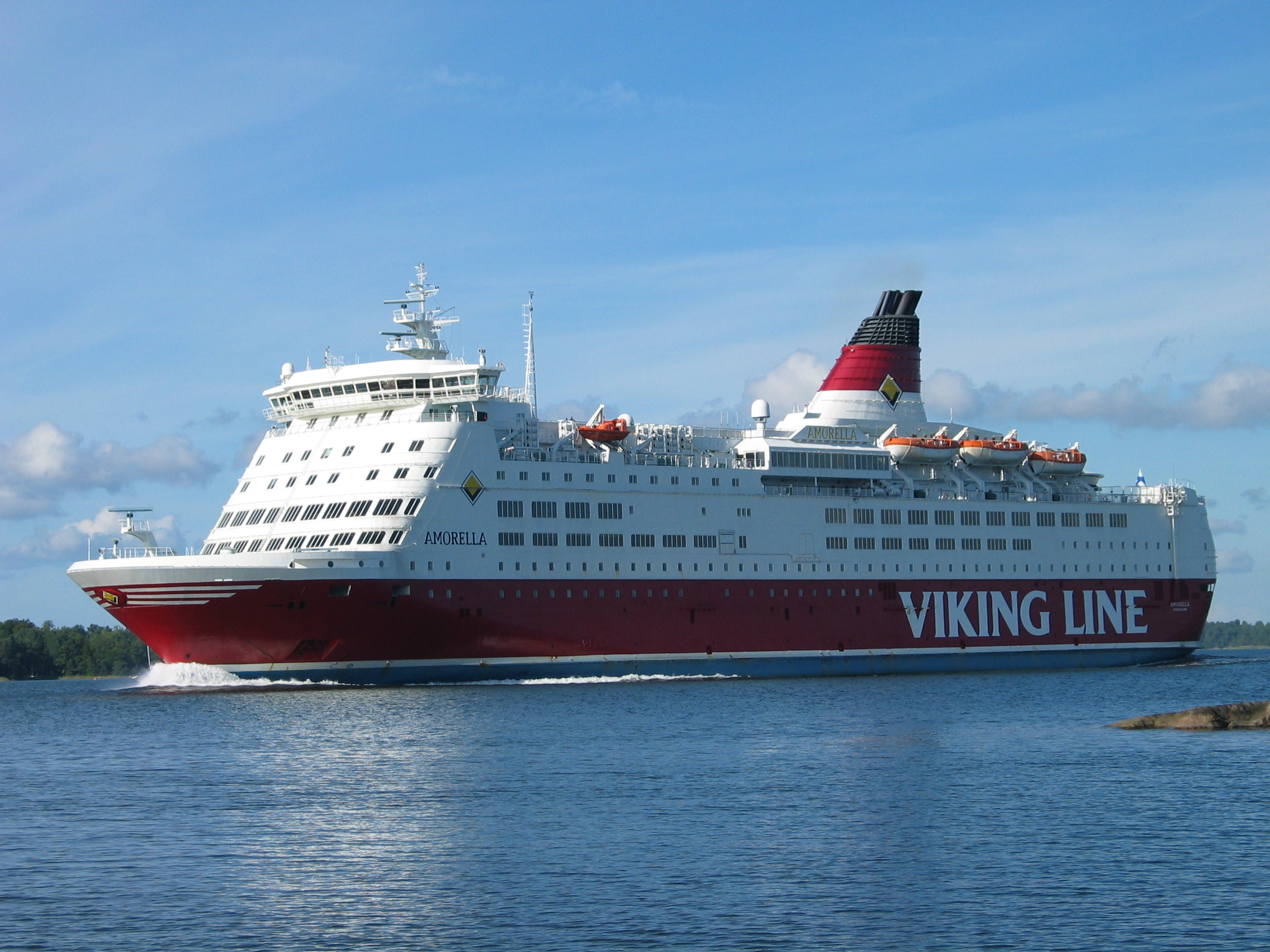
Personenfährverkehr auf dem Wasserweg

Transportwege sind Verkehrswege, Förderwege, Funkwellen, Kabel oder Datennetze, über die Personen, Güter, Energie, Nachrichten oder Daten transportiert werden. 

## Allgemeines
Beim Rechtsbegriff des Transportwegs steht der Transport im Vordergrund. Transportwege sind jene Verkehrswege, auf denen häufig oder regelmäßig Transporte stattfinden. Transportwege stellen die Art und Weise dar, wie die Verbindung zwischen einem Absender und einem Empfänger hergestellt wird. Transporte sind mit einer Ortsveränderung verbunden, so dass es Wege zwischen dem Absender und Empfänger geben muss. So wird der Versicherer in der Transportversicherung nach § 133 VVG leistungsfrei, wenn ein bestimmter Transportweg vereinbart ist und nicht eingehalten wird. 

## Arten
Man unterscheidet zwischen Transportwegen zu Lande, zu Wasser und in der Luft, die für die unterschiedlichen Verkehrsarten genutzt werden. Nicht jeder Verkehrsweg ist auch ein Transportweg, denn Datennetze oder Rohrleitungen gehören zu den Transportwegen, sind aber keine Verkehrswege.

### Landwege
- öffentlicher Verkehr: Gehwege, Straßen, Handelswege und sonstige Wege, Eisenbahnstrecken;
- Werkverkehr (§ 1 Abs. 2 Güterkraftverkehrsgesetz): sind werksinterne Transportwege wie Förderbänder oder Funkverbindungen (Betriebsfunk);

### Luftwege
- Luftkorridore,
- Luftstraßen.

### Wasserwege
- Binnenschifffahrt: Flüsse, Kanäle, Seen;
- Seeschifffahrt: Seewege.

### Daten- und Energietransport
- Daten: Datennetze, Datenübertragungseinrichtungen, Nachrichtenleitungen;
- Energie: Elektrische Leitung, Pipeline, Rohrleitung, Wärmeleitung, Wasserleitung.

### Sonstiges
Auch der Dienstweg in Behörden oder Unternehmen wird in der Fachliteratur gelegentlich als Transportweg angesehen, weil er Informationen transportiert. Er ist ein vertikaler, wenn er in der Aufbauorganisation über Hierarchien hinweg angelegt ist, und ein horizontaler Transportweg auf gleicher Ebene (Querinformation).
In der Biologie gibt es auf der Gewebeebene bei Pflanzen drei Transportwege: der transmembrane, der symplastische und der apoplastische Transportweg.

## Wirtschaftliche Aspekte
Der Transportweg bestimmt manchmal die Art der Verpackung und dient zur Überwindung der räumlichen Entfernung beispielsweise zwischen Lieferanten und Abnehmer. Er kann gebrochen oder ungebrochen bzw. direkt sein, je nachdem, ob unterwegs Umladungen erfolgen oder nicht. Der Transportweg einer Transportkette setzt sich im kombinierten Verkehr aus Vorlauf, Hauptlauf und Nachlauf zusammen, wobei verschiedene Transportmittel zum Einsatz kommen können und Umladungen erforderlich werden. Transportweg und Transportmittel beeinflussen gleichzeitig auch die Dauer des Transports und den Umfang der Transportrisiken, denen das Transportgut während des Transportes ausgesetzt ist. Diese auf Transportwegen eingesetzten Transportmittel verursachen Transportkosten, die im Außenhandel besonders hoch sind. Transportkosten ergeben sich aus dem genutzten Transportmittel und dem gewählten Transportweg.

## Abgrenzung
Während beim Transportweg der Transport im Vordergrund steht, ist es beim Verkehrsweg dagegen der öffentliche Verkehr. Nicht alle Transportwege sind auch Verkehrswege.